# August Sommer
Carl August Wilhelm Sommer (* 5. März 1839 in Coburg; † 15. September 1921 ebenda) war ein deutscher Bildhauer.

## Leben
August Sommer wurde als zweites von drei Kindern des Seifensieders Heinrich Sommer und dessen Ehefrau Rosine geboren. Nach Abschluss der Schule lernte er in Neustadt in der Puppenindustrie das Bossieren. Aufgrund seiner Begabung folgte ein Studium an der Stuttgarter Kunstschule. 1860 studierte er acht Monate Bildhauerei bei Max von Widnmann an der  Akademie der Bildenden Künste in München.
Ab 1861 lebte August Sommer in Wien, wo er im Foyer der Staatsoper Kaminmedaillons mit Darstellungen von Maria Theresia, Leopold II. und Wolfgang Amadeus Mozart schuf. 1866 modellierte er im Auftrag der Stadt Füssen eine Büste des zwei Jahre zuvor verstorbenen bayerischen Königs Maximilian II. 1869 folgte ein Umzug nach Budapest. Hier wirkte er bei der figürlichen Ausgestaltung des Neubaus des Hauptzollamtes, heute Teil der Corvinus-Universität, und des Bibliotheksgebäudes der Loránd-Eötvös-Universität mit. 1873 wechselte er wieder seinen Wohnort und zog nach Rom, wo er die nächsten Jahrzehnte arbeitete.
1898 kehrte August Sommer endgültig nach Coburg zurück. Im östlichen Gartenpavillon des Hofgartens hatte er in den folgenden Jahren sein Atelier. August Sommer starb am 15. September 1921 in seiner Heimatstadt an einer Lungenentzündung und hinterließ Teile seines Vermögens einer Stiftung, die als Namen seinen und den seiner Schwester Mathilde trägt. Die unterstützte Sehbehinderte sowie Kriegsinvalide, seit 2007 einen städtischen Kindergarten. Sein Name wurde als Wohltäter der Stadt in die Ehrentafel des Coburger Rathauses aufgenommen.
Das in der Veste Coburg aufbewahrte Porträt des Malers Franz Herda zeigt August Sommer im Alter von 67 Jahren.

## Werke
Die Werke August Sommers wurden vor allem von der griechisch-antiken Kunst mit Gestalten aus der  Mythologie beeinflusst.
- 1866 Büste des bayerischen Königs Maximilian II. in Füssen
- 1868 Denkmal Karl Friedrich Schimper in Schwetzingen
- 1897 Christusstatue im Ziegelsdorfer Mausoleum
- 1891 Centaurenbrunnen in Bremen
- um 1890 Grabmale auf dem Riensberger Friedhof in Bremen
- 1904 die Figur Idylle für den Herzog-Alfred-Brunnen im Coburger Hofgarten
- 1905 Relieftafeln für das Atelier des Theatermalers Friedrich Lütkemeyer im Coburger Mohrenweg
- 1911 Bronzestatue für das Denkmal Prinz Friedrich Josias von Sachsen-Coburg–Saalfeld am Coburger Theaterplatz

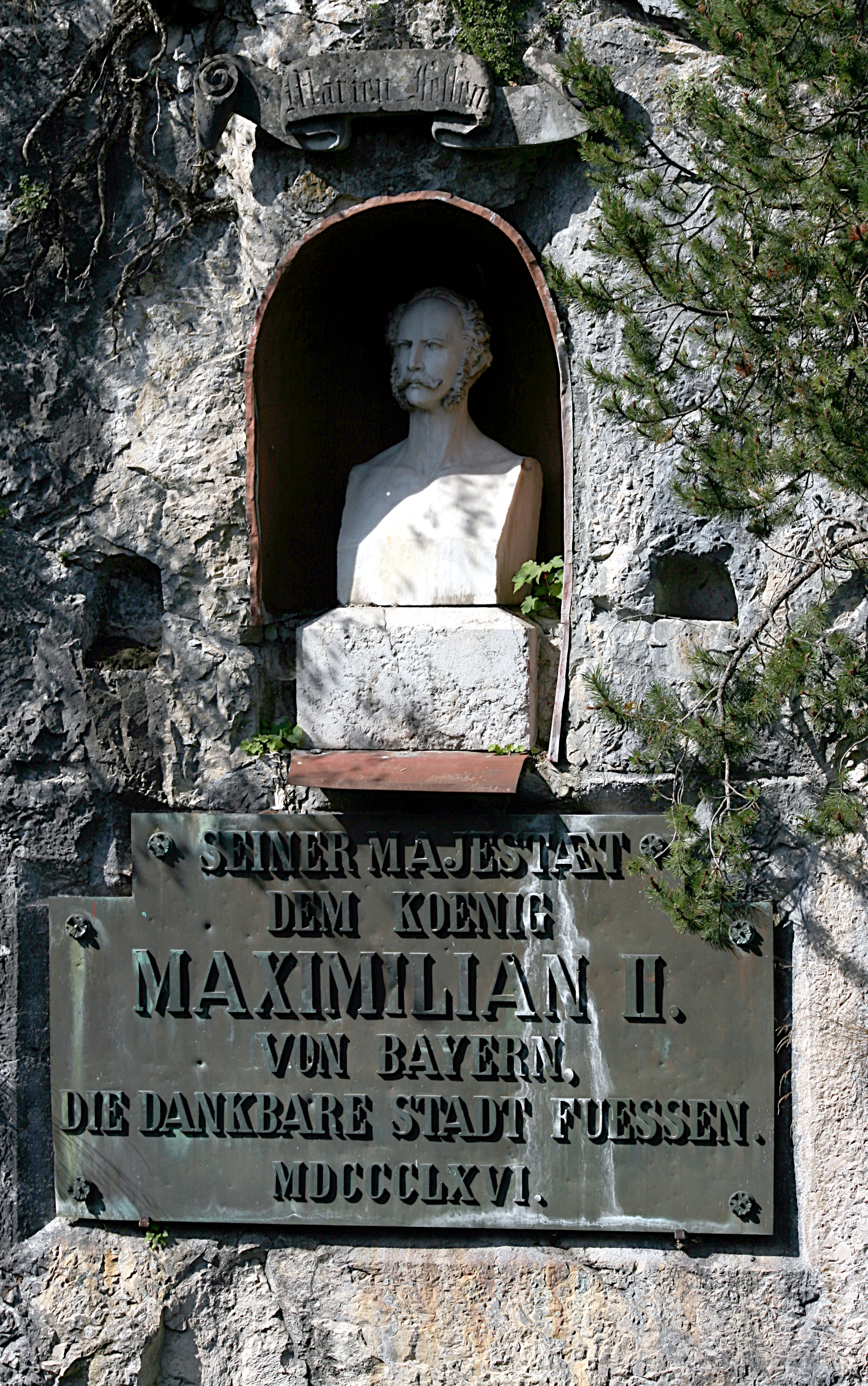
Maximilianbüste in Füssen
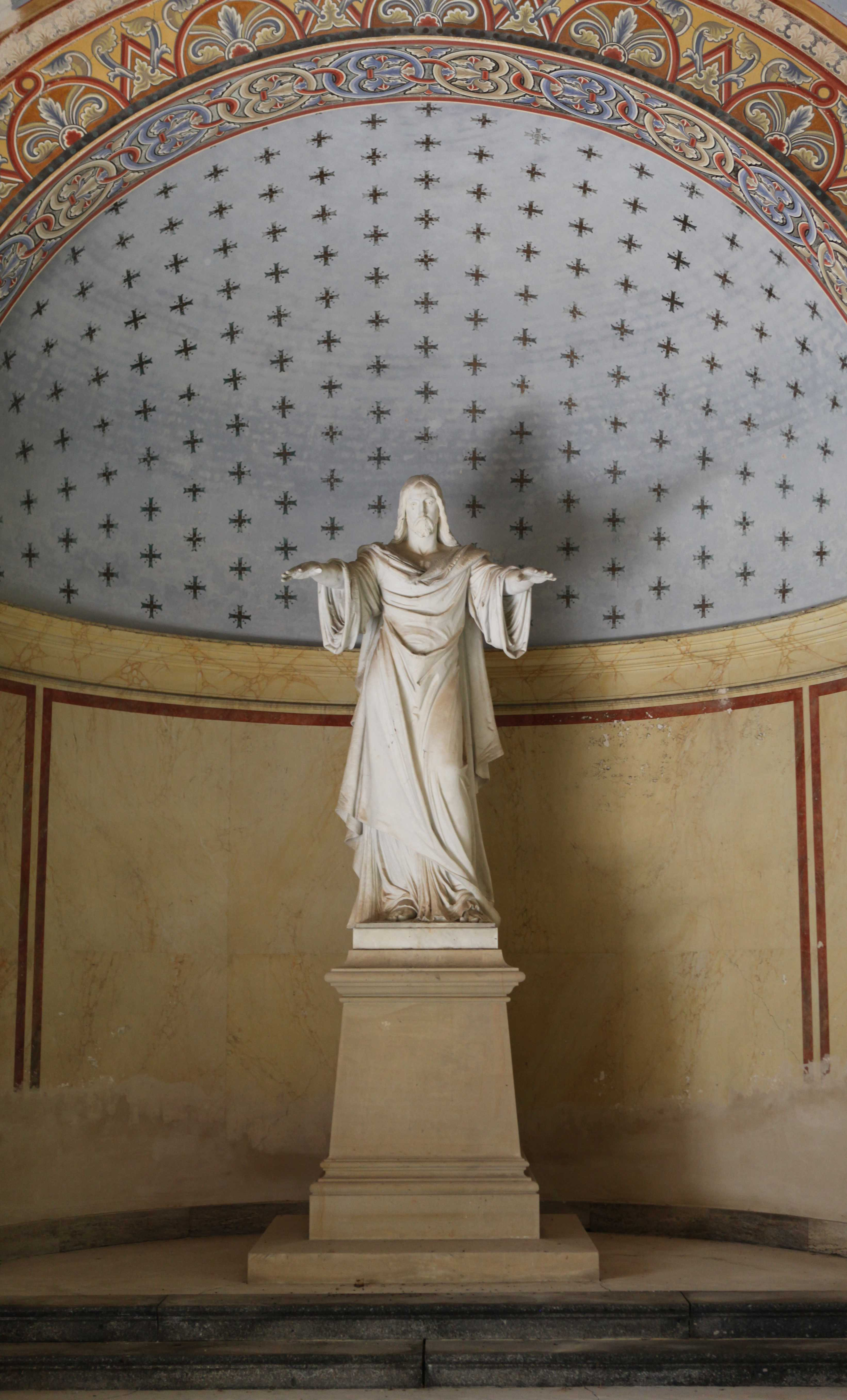
Christusstatue in Ziegelsdorf
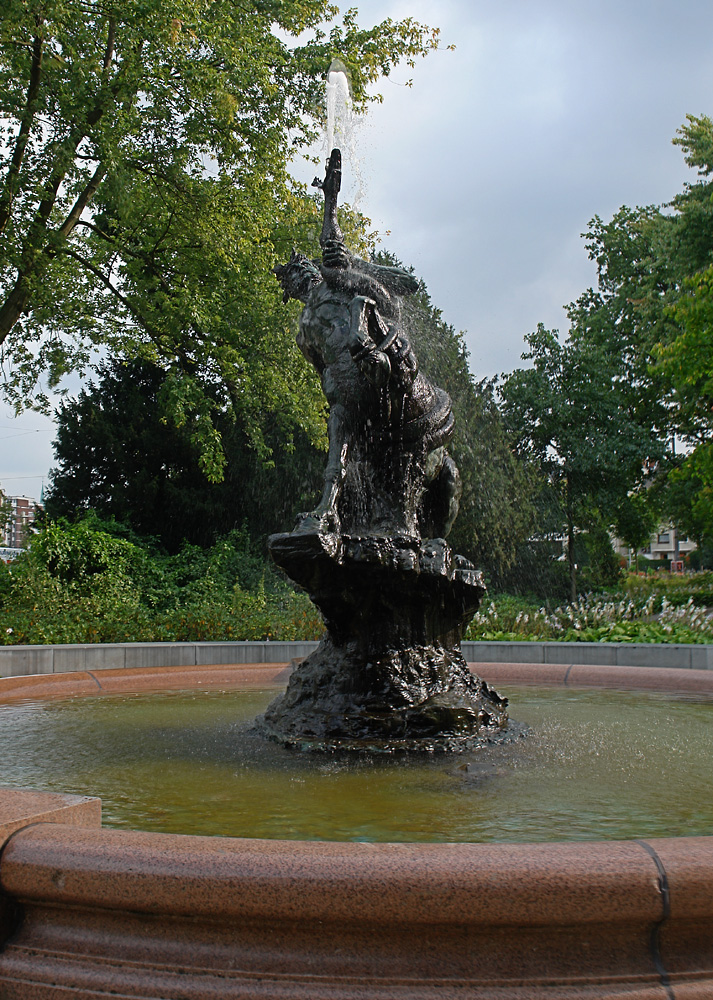
Centaurenbrunnen in Bremen
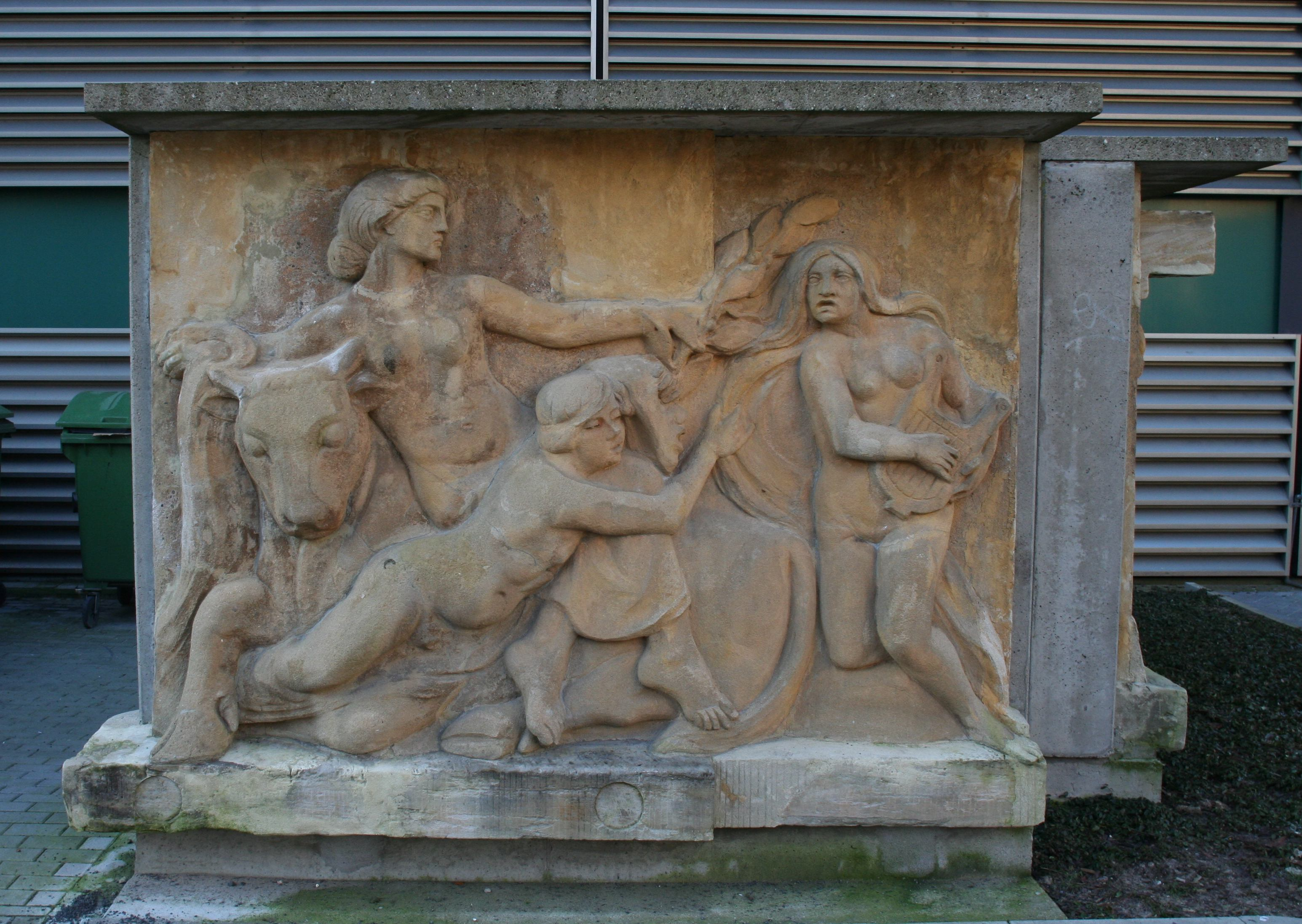
Relieftafeln in Coburg
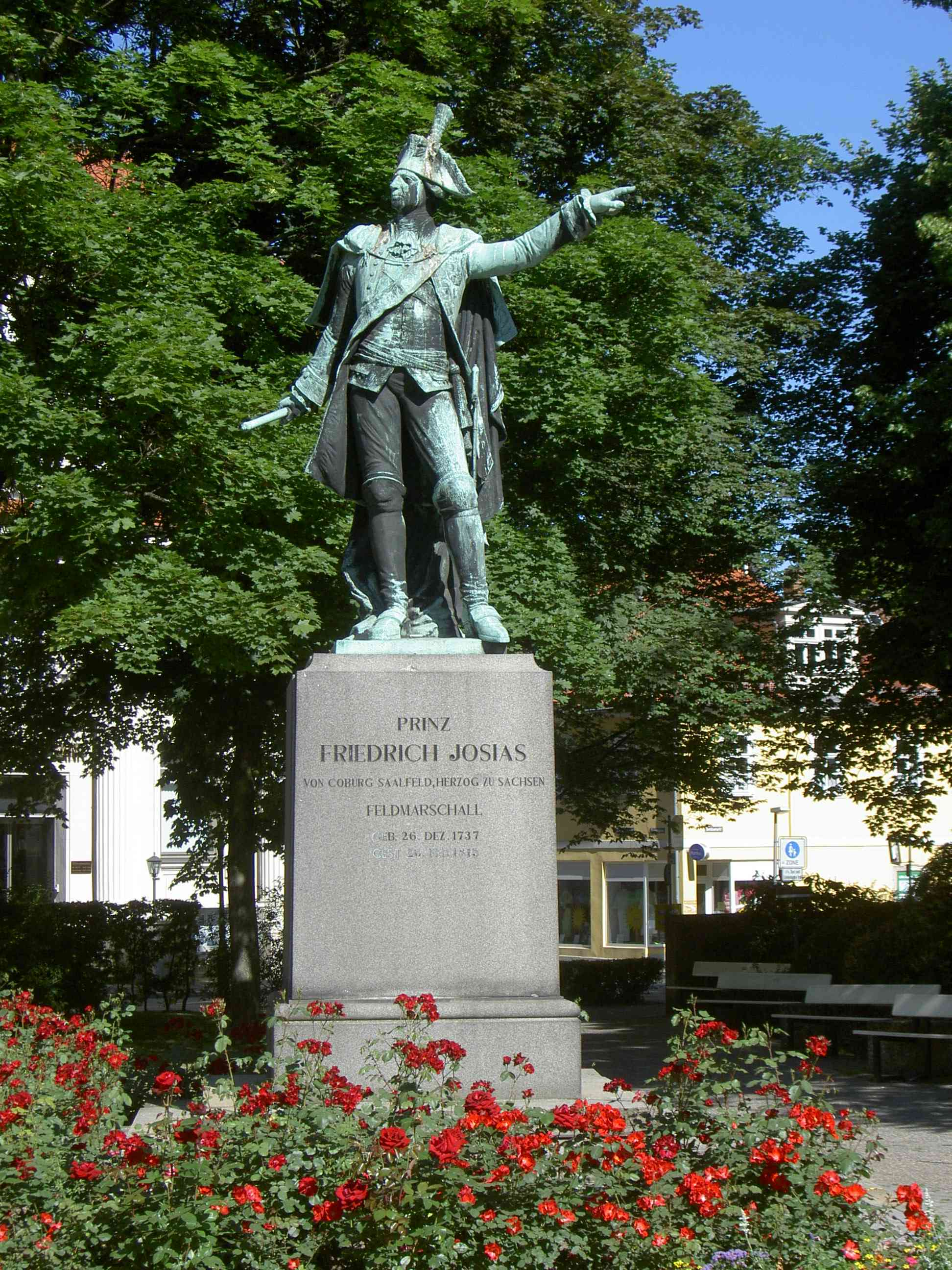
Prinz-Friedrich-Josias-Denkmal in Coburg
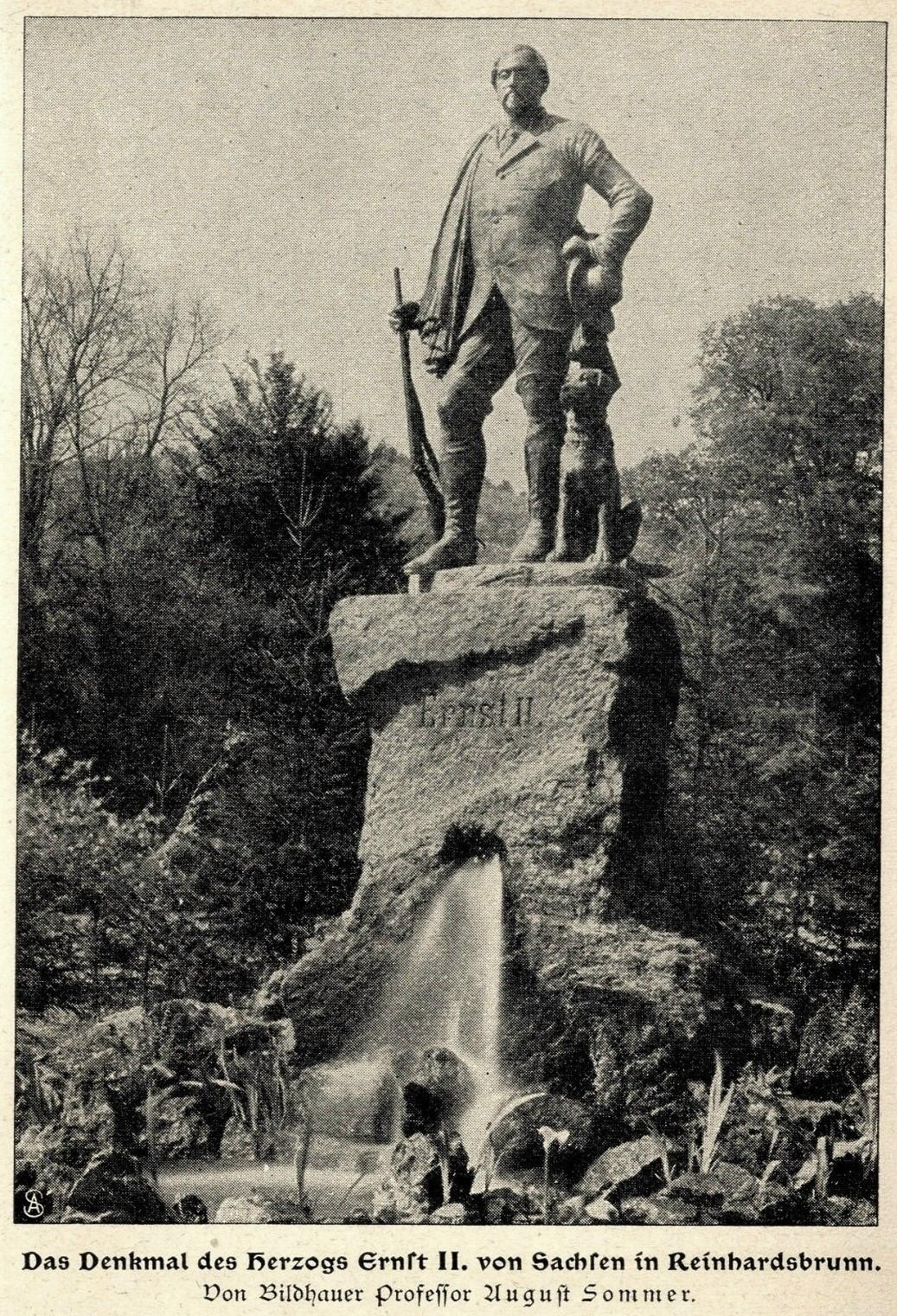
Denkmal für Herzog Ernst II. von Sachsen-Coburg und Gotha in Reinhardsbrunn (1903). Vermutlich zerstört